# Kácov
Kácov (en allemand : Katzow) est un bourg (městys) du district de Kutná Hora, dans la région de Bohême-Centrale, en République tchèque. Sa population s'élevait à 803 habitants en 2020.

## Géographie
Kácov est arrosée par la Sázava et se trouve à 7 km au nord-ouest de Zruč nad Sázavou, à 26 km au sud-ouest de Kutná Hora et à 55,5 km au sud-est du centre de Prague.
La commune est limitée par Zbizuby au nord-ouest et au nord, par Petrovice II, Čestín et Řendějov à l'est, par Chabeřice et Trhový Štěpánov au sud, et par Tichonice à l'ouest.

## Histoire
La première mention écrite de la localité date de 1318. La commune a le statut de městys depuis 2006.

## Administration
La commune se compose de cinq quartiers :
- Kácov
- Račíněves
- Zderadinky
- Zderadiny
- Zliv

## Transports
Par la route, Kácov se trouve à 10 km de Zruč nad Sázavou, à 34 km de Kutná Hora et à 65 km du centre de Prague.